# Chambre du peuple (Allemagne de l'Est)
Pour les autres articles nationaux ou selon les autres juridictions, voir Chambre du peuple.
 (décembre 2019).
Si vous disposez d'ouvrages ou d'articles de référence ou si vous connaissez des sites web de qualité traitant du thème abordé ici, merci de compléter l'article en donnant les références utiles à sa vérifiabilité et en les liant à la section « Notes et références ».
Reichstag Bundestag
Palais de la République
La Chambre du peuple (en allemand : Volkskammer) est le parlement monocaméral de la République démocratique allemande jusqu'en 1990, date à laquelle le pays est réunifié avec l'Allemagne de l'Ouest.
Son rôle dans le système politique de l'Allemagne de l'Est était relativement limité.

## Histoire
Dès les premières élections en 1950, le scrutin se faisait sur une liste unique (le « Front national » qui regroupait les différents partis politiques) et n'était en pratique pas secret[réf. nécessaire].
La Chambre du peuple n'a pas un pouvoir étendu et sert plus à valider les projets de loi émis par le Conseil d'État et le politbüro dont les membres sont élus en son sein, d'où le fait qu'elle était considérée comme une chambre d'enregistrement,.
Toutefois, elle a pu par moments faire face à de vrais choix. C'est elle, en 1949, qui élit le premier président de le RDA, Wilhelm Pieck.
Quelques années plus tard, en 1972, le vote concernant une loi pour adopter l'IVG a alimenté un vif débat, des députés de la CDU refusant de valider la mesure en question.
Le 18 mars 1990, les dernières élections à la Chambre du peuple se déroulent pour la première fois avec des listes multiples et conduisent à une victoire inattendue de la CDU, portée par son association avec le parti ouest-allemand correspondant et la promesse d'une réunification rapide.
De 1976 à 1990, la Chambre du peuple siégeait au palais de la République (Palast der Republik) à Berlin-Est, bâtiment depuis démoli à l'emplacement duquel s'élève le nouveau château de Berlin.

## Composition
Le système fonctionne différemment des parlements occidentaux, sans pour autant avoir un parti unique : chaque groupe dispose d'un pourcentage fixe de députés (le nombre absolu de chaque groupe a pu varier selon la taille de la Chambre), qui ne dépend donc pas du résultats des élections. Ainsi, malgré une apparence de multipartisme, c'est toujours le même parti (le SED) qui domine. Dans les années 1980, le Parti socialiste unifié d'Allemagne (SED), qui dirige le Front national, a la prééminence avec 127 sièges, et les autres partis, Union chrétienne-démocrate d'Allemagne (CDU), Parti libéral-démocrate d'Allemagne (LDPD), Parti national-démocrate d'Allemagne (NDPD) et le Parti paysan disposent de 52 sièges chacun. Par ailleurs, le syndicat FDBG (60 sièges) et plusieurs organisations de masse, qui participent à la structuration de la vie civile, sont également présents à la Chambre. C'est le cas de la Jeunesse libre allemande (FDJ), organisation de jeunesse proche du scoutisme (40 députés), de la Ligue démocratique des femmes d'Allemagne (DFD) (35) et enfin du Kulturbund der DDR, l'association corporative des métiers de la Culture.
Au-delà de ces groupes parlementaires stables ont pu apparaître par moments des fractions (SED-Fraktion, CDU-Fraktion, etc.), ou encore une représentation de l'association des victimes du nazisme (VVB), entre 1950 et 1954.
Afin de conduire les débats, les députés se regroupent en commissions thématiques (santé, justice, formation de la jeunesse, politique sociale, etc.) et groupes de travail.

## Présidents de la Chambre du peuple
Le poste de « président de la Chambre du peuple de la République démocratique allemande » (Präsident(in) der Volkskammer der Deutschen Demokratischen Republik) est successivement occupé par :
| N° | Portrait             | Titulaire (Naissance-mort)         | Mandat           | Mandat                             | Mandat                     | Parti politique | Parti politique | Notes |
| N° | Portrait             | Titulaire (Naissance-mort)         | Début            | Fin                                | Durée                      | Parti politique | Parti politique | Notes |
| -- | -------------------- | ---------------------------------- | ---------------- | ---------------------------------- | -------------------------- | --------------- | --------------- | --- |
| 1  | Johannes Dieckmann   | Johannes Dieckmann (1893-1969)     | 7 octobre 1949   | 22 février 1969 (mort en fonction) | 19 ans, 4 mois et 15 jours |                 | LDPD            | |
| 2  | Gerald Götting       | Gerald Götting (1923-2015)         | 12 mai 1969      | 29 octobre 1976                    | 7 ans, 5 mois et 17 jours  |                 | CDU             | |
| 3  | Horst Sindermann     | Horst Sindermann (1915-1990)       | 29 octobre 1976  | 13 octobre 1989                    | 13 ans                     |                 | SED             | |
| 4  | Günther Maleuda      | Günther Maleuda (1931-2012)        | 13 novembre 1989 | 5 avril 1990                       | 4 mois et 23 jours         |                 | DBP             | |
| 5  | Sabine Bergmann-Pohl | Sabine Bergmann-Pohl (née en 1942) | 5 avril 1990     | 2 octobre 1990                     | 5 mois et 27 jours         |                 | CDU             | Elle devient la dernière présidente de la chambre à la suite des élections libres de 1990. Après la réunification, elle est ministre sous Helmut Kohl et députée au Bundestag. |